# Carta tecnica regionale
La carta tecnica regionale (abbreviato CTR) è un tipo di carta topografica prodotto dalle regioni italiane per rappresentare il proprio territorio. Sono chiamate carte "tecniche" in quanto rappresentano gli elementi senza modificarne dimensioni e posizione, ma mostrandone l'effettiva proiezione. Oggetti come edifici e strade sono rappresentati quindi con la vera forma del loro perimetro visto dall'alto, e non sostituendoli con dei simboli convenzionali. Si tratta infatti di una cartografia con una scala abbastanza grande da apprezzare questi dettagli; le scale standard sono 1:5 000 e 1:10 000, ma si arriva anche a scale maggiori. Ciò le rende carte adatte alle attività di progettazione di opere estese sul territorio e di pianificazione urbanistica, da cui il nome di carte tecniche. Sono adatte anche a fare da base per vari tipi di carte tematiche.
Nel caso di cartografia prodotta in formato digitale, come Shapefile o AutoCAD DXF, si parla anche di carta tecnica numerica o carta tecnica regionale numerica (CTRN).

## Inquadramento
L'inquadramento delle CTR, ovvero il reticolo utilizzato per suddividere il territorio italiano in singole tavole cartografiche, si basa sulla Carta d'Italia ufficiale prodotta dall'Istituto Geografico Militare. In particolare la serie 50 della Carta d'Italia è costituita da 652 fogli in scala 1:50 000, numerati progressivamente a partire da nord e da ovest, che rappresentano ciascuno un rettangolo di 20'×12' (in primi di longitudine e latitudine).
Per determinare i bordi delle singole CTR, i fogli 1:50 000 nazionali vengono suddivisi in 4×4 ottenendo da ciascuno 16 "sezioni" in scala 1:10 000, che costituiscono aree di 5'×3' allineate con meridiani e paralleli. Le sezioni vengono ulteriormente suddivise in 2×2 ottenendo 4 "elementi" in scala 1:5 000, ovvero aree di 2'30"×1'30".
Il datum e il sistema di coordinate usati per tracciare la CTR non sono necessariamente gli stessi usati dai rettangoli di inquadramento (la serie 50 è in UTM-ED50), ma possono variare da regione a regione, di solito si utilizza la proiezione di Gauss-Boaga.
Anche le dimensioni lineari delle tavole variano, a seconda della latitudine: all'altezza di Roma, le sezioni rappresentano circa 6,9×5,5 km e gli elementi circa 3,4×2,8 km.
Per identificare una tavola della CTR si utilizza un nome, corrispondente al toponimo della principale località contenuta nella tavola, e un codice numerico di sei cifre. Le prime tre cifre sono il numero identificativo del foglio della Carta d'Italia (da 001 a 652), le successive due identificano la sezione nella griglia 4×4 numerandola progressivamente da ovest e da nord (da 01 a 16), e l'ultima cifra vale 0 se si fa riferimento all'intera sezione o 1-4 se si fa riferimento a uno degli elementi, numerati in senso orario a partire da quello a nordest.
| 01 | 02 | 03 | 04 |
| 05 | 06 | 07 | 08 |
| 09 | 10 | 11 | 12 |
| 13 | 14 | 15 | 16 |

| 4 | 1 |
| 3 | 2 |

Ad esempio fa parte della CTR Veneto la sezione 147140 intitolata Monselice, in scala 1:10 000, che rappresenta il territorio nei dintorni dell'omonimo comune. L'area rappresentata dalla sezione fa parte del foglio 147 (Padova sud) della Carta d'Italia IGM e contiene ad esempio l'elemento 147141 intitolato San Pietro Viminario, in scala 1:5 000.